# 完美社區謀殺案
是一部2017年美國犯罪驚悚片，由喬治·克隆尼執導，而克隆尼也與柯恩兄弟和葛蘭·赫斯洛夫共同撰寫劇本。電影主演包括麥特·戴蒙、茱莉安·摩爾與奧斯卡·伊薩克。
《完美社區謀殺案》被選為第74屆威尼斯影展正式競賽單元的競賽片之一，並排於2017年多倫多國際影展上放映。《完美社區謀殺案》定於2017年10月27日在美國上映。

## 劇情
故事設定於1950年代，加納一家人住在一個寧靜、和平的完美小鎮中。直到某日，不明人士入侵至該小鎮中，這讓小鎮開始接二連三地發生可怕的怪事，使得身為一家之主的加納必須在這失去秩序的狀況中生存下去...。

## 演員
- 麥特·戴蒙[7] 飾 加納·洛基（Gardner Lodge）
- 茱莉安·摩爾[7] 飾 瑪格莉特·洛基/ 蘿絲·洛基（Margaret Lodge/ Rose Lodge）
- 奧斯卡·伊薩克 飾 羅傑（Roger）
- 諾亞·朱普[8] 飾 尼基·洛基（Nicky Lodge）
- 格倫·弗萊舍爾[8] 飾 殺手
- 梅根·弗格森（英语：Megan Ferguson） 飾 瓊（June）
- 傑克·康利（英语：Jack Conley (actor)） 飾 海托爾（Hightower）
- 蓋瑞·巴薩拉巴（英语：Gary Basaraba） 飾 米基叔叔（Uncle Mitch）
- 麥可·D·柯恩（英语：Michael Cohen (actor)） 飾 史崔瑞奇（Stretch）
- 史提夫·門羅（英语：Steve Monroe） 飾 郵差亨利（Henry the Mailman）
- 愛倫·克勞福德（英语：Ellen Crawford） 飾 艾琳（Eileen）

## 製作
根據製片人喬·西佛所述，柯恩兄弟在1986年的《血迷宮》上映後不久便撰寫了《完美社區謀殺案》的劇本。2005年，據報導，喬治·克隆尼將執導電影《完美社區謀殺案》，而柯恩兄弟將會擔任監製。

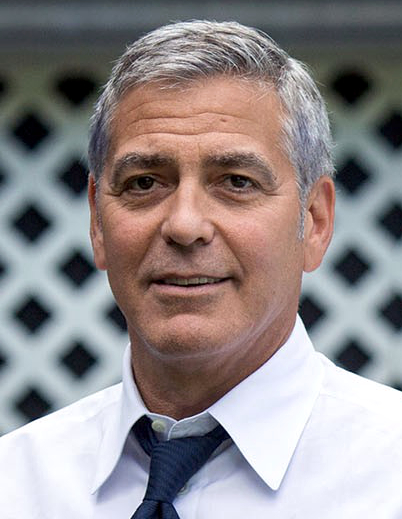
喬治·克隆尼為《完美社區謀殺案》的導演

2015年10月8日，據報導，《完美社區謀殺案》將於2016年10月開始拍攝，麥特·戴蒙、茱莉安·摩爾和喬許·布洛林都已加入演出。奧斯卡·伊薩克和伍迪·哈里遜也在後來加入了演員陣容。2016年2月1日，宣布Bloom Media將負責海外市場的發行權，而Black Bear Pictures將會為電影全額資助。喬·西佛的西佛影業、克隆尼和葛蘭·海斯洛夫的Smoke House Pictures及泰迪·史瓦茲曼的Black Bear也都會參與電影的製作。羅伯特·艾斯威特將會擔任其攝影師。2016年2月13日，派拉蒙影業以1000萬美元的價格買下了該片在美國的發行權，並定於2016年10月在洛杉磯開拍；Bloom Media負責國際市場的版權銷售，而Entertainment One則獲得了電影在英國的發行權。
2016年8月31日，諾亞·朱佩和格倫·弗萊舍爾加入演出。朱佩是飾演戴蒙角色的兒子，弗萊舍爾則會飾演一名殺手。2016年9月27日，伍迪·哈里遜在受訪時表示，由於時程安排的衝突，他已不會出演《完美社區謀殺案》。2017年8月，克隆尼透露喬許·布洛林在片中所飾演的棒球教練一角已被刪減。
截至2016年10月11日，《完美社區謀殺案》的主要攝影已於洛杉磯開始進行。2017年3月，亞歷山大·戴斯培被聘來為電影的配樂作曲。

## 發行
《完美社區謀殺案》在美國的發行商為派拉蒙影業，並定於2017年10月27日上映。

### 評價
《完美社區謀殺案》獲得了褒貶不一的評價。爛番茄基於220條評論，新鮮度28%，平均得分4.9／10。在Metacritic上，則獲得了42分。

## 外部連結
- 互联网电影数据库（IMDb）上《完美社區謀殺案》的资料（英文）
- 豆瓣电影上《完美社區謀殺案》的資料 （简体中文）